# Northern Sonoma AVA
Northern Sonoma AVA ist ein seit dem 17. Mai 1985 anerkanntes Weinbaugebiet im US-Bundesstaat Kalifornien. Das Gebiet liegt im Verwaltungsgebiet Sonoma County. Dieses übergeordnete Weinbaugebiet umfasst mit Ausnahme der südlich gelegenen Gebiete Los Carneros AVA und Sonoma Valley AVA alle AVA's von Sonoma County. Für die Gründung des Gebiets haben sich insbesondere die Brüder Julio und Ernest Gallo, die Inhaber der E & J Gallo Winery eingesetzt, um über große Mengen der Rebsorte Chardonnay zu verfügen.